# جوامع الحكايات
جوامع الحكايات و لوامع الروايات هو كتاب من تأليف الأديب الفارسي محمد عوفي.
نسخه عتيقة منه في الخزانة الرضوية.